# Gangnam Style
"Gangnam Style" är en musiksingel av den sydkoreanske rapparen Psy från hans sjätte album PSY's Best 6th Part 1, utgiven den 15 juli 2012. Låten var från 24 november 2012 till 10 juli 2017 den mest sedda videon på Youtube. See You Again blev då den mest sedda videon på Youtube, tills 4 augusti 2017 då Despacito blev den mest sedda. 
Gangnam style debuterade på första plats på den sydkoreanska singellistan Gaon Chart direkt när den släpptes. Den har prisats för sin humor, slående rytm och för de ovanliga dansrörelser med vilka Psy introducerade K-pop för många människor. Musikvideon har passerat 4,2 miljarder visningar på YouTube. Den blev förutom den mest visade videon på YouTube också den första videon som visats mer än två miljarder gånger. Dessutom har en alternativ version med den koreanska sångerskan Hyuna (Psy feat. Hyuna) visats mer än 803 miljoner gånger på YouTube (3 januari 2020).

## Bakgrund

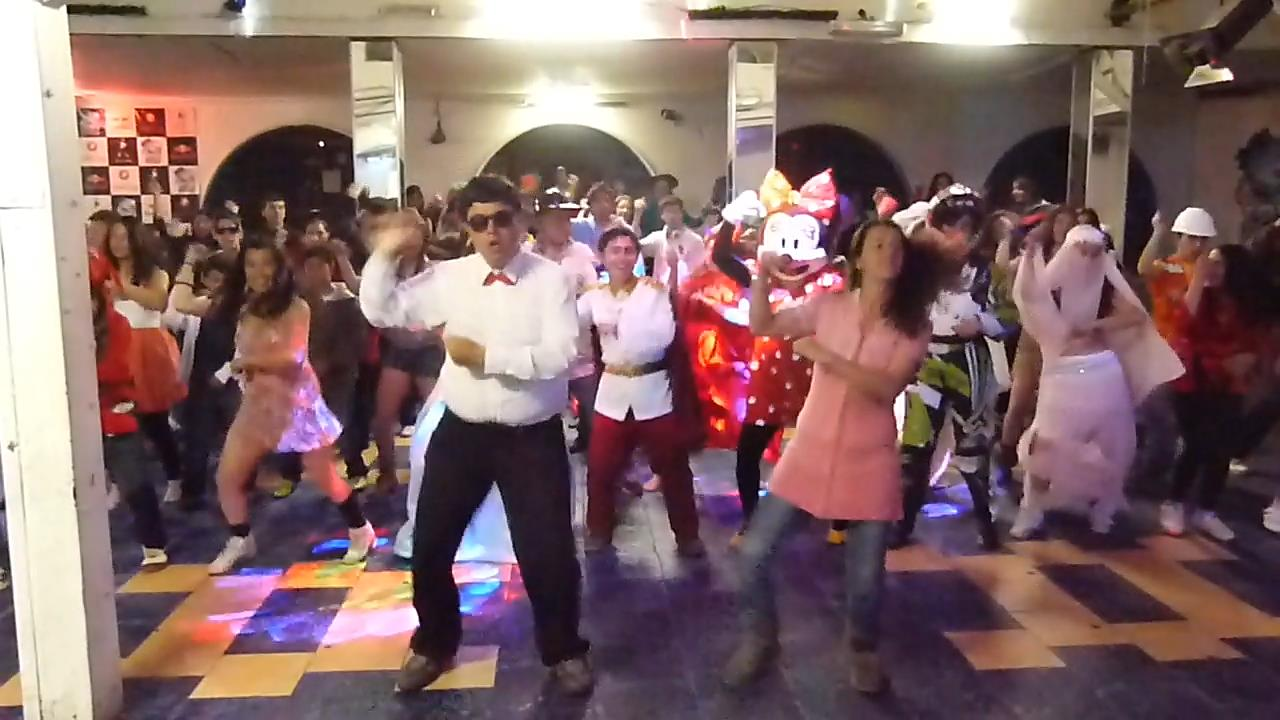
Personer i Chile som dansar Gangnam Style.

"Gangnam Style" är ett koreanskt uttryck som hänsyftar på en lyxig livsstil som är associerad med distriktet Gangnam-gu, ett rikt och trendigt område i den sydkoreanska huvudstaden Seoul. Musikvideon visar hur Psy dansar på flera olika platser i distriktet. Låten handlar om "den perfekta flickvännen som vet när hon ska vara elegant och när hon ska vara vild".
En bokstavlig översättning av "오빤 강남 스타일 (Oppan Gangnam seutail)" är "(Jag) Oppa är Gangnam Style".  Det koreanska ordet 오빠 (oppa) betyder "en kvinnas äldre bror" men kan också användas som ett första-, andra- eller tredjepersons maskulina pronomen för att beteckna en man som är gammal eller äldre än en kvinna. Baserat på nyare kulturella normer har termen använts om ”pojkvän” eller ”make”. I detta uttryck används ordet ett förstapersons pronomen. 오빤 (oppan) är en förkortning av 오빠는 (oppaneun). 는 är en ämnesmarkör vilket i detta fall antyder att det indirekta ämnet i meningen är sångaren (오빠). Verbet "vara" utelämnas ofta i korta koreanska meningar. Den bokstavliga översättningen av "Oppan Gangnam style" blir därför "Din storebror [är] Gangnam Style".
Texten är skriven av Psy själv och han har även komponerat musiken tillsammans med Yoo Gun-hyung. Projektet arrangerades av Yoo Gun-hyung som är en välkänd producent i Sydkorea. Han har också tidigare samarbetat med Psy.

## Musikvideo
Musikvideon visar Psy som dansar en sorts komisk hästridningsdans. Han visar sig på oväntade platser runt om i distriktet Gangnam-gu, bland annat vid ett yogapass utomhus och i en badtunna. Att Psy, som inte är så "Gangnamstilaktig", driver med Gangnamstilen är ett välkänt tema för koreanska tevetittare, men för många andra har videon uppfattats som färsk och originell, framför allt i västvärlden.
Flera som är välkända i Sydkorea gör framträdanden i musikvideon. Bland dem finns:
- Hyuna, nuvarande medlem i 4Minute och tidigare medlem i Wonder Girls, som spelar den kvinna som Psy blir intresserad av. Hon uppträder i videons två sista danssekvenser.
- Komikern och TV-personligheten Yoo Jae-Seok deltar i en dansduell tillsammans med Psy.
- Komikern och TV-personligheten Noh Hong-cheol dansar i en hiss med sina sedan tidigare välkända rörelser medan Psy ligger på golvet mellan hans ben och rappar. Av scenerna i musikvideon är denna en av de mest omtalade på grund av dess ovanliga natur.[10]
- Två av medlemmarna i den sydkoreanska musikgruppen Big Bang, Seungri och Daesung, framträder också i musikvideon. De förekommer i bakgrunden som två gamla män som spelar schack.
- Hwang Min-woo, en femårig pojke som ses dansa i början av videon. Under en intervju med CNN berättade Psy att "natten innan videon skulle spelas in tittade jag på Korea's Got Talent och såg pojken dansa till Michael Jackson. Hans rörelser såg så lustiga ut att vi ringde upp honom och frågade om han ville vara med i videon. Den spelades in redan dagen efter, pojken kom och allt gick bra."[11] Min-woo har sedan dess blivit prisad för sina iögonfallande dansrörelser och har fått mycket uppmärksamhet från tevetittarna.[12]

Den 17 augusti 2012, ungefär en månad efter att videon släppts, vann Gangnam Style första plats i det koreanska musikinriktade TV-programmet Music Bank på TV-kanalen KBS 2TV där det fick totalt 18 601 poäng.

### Utgivning
När "Gangnam Style" släpptes den 15 juli 2012 var den först känd endast bland fans till K-pop och främst bland de som var fans till andra artister från Psys sydkoreanska skivbolag YG Entertainment. K-pop-fans började dock sprida videon på sociala nätverk som Facebook och Twitter vilket gjorde att det inte dröjde länge innan internetanvändare utanför K-pop-gemenskapen upptäckte den. Snart därefter började kändisar både i och utanför USA tweeta om "Gangnam Style" vilket utlöste en snöbollseffekt. Mot slutet av juli blev låten och videon en internationell hit när media från hela världen började uppmärksamma den. Los Angeles Times skrev den 4 augusti 2012 att "Gangnam Style" är "ostoppbar" och att den "tar över världen". Under den sista veckan i augusti rapporterade Billboard Magazine att Psy hade klättrat åtta placeringar på listan Billboard Social 50. Han hade tagit sig förbi Taylor Swift och legat på första plats i två veckor. Detta är en bedrift som än så länge bara har uppnåtts av Justin Bieber, Lady Gaga, Adele, Rihanna och The Black Eyed Peas.

### Mottagande
Även om K-pops popularitet har ökat kraftigt under de senaste åren i och med den koreanska vågen är det fortfarande ganska ovanligt för K-pop-sånger att uppmärksammas i utländska TV-sändningar och tidningar. Men "Gangnam Style" har lyckats att få uppmärksamhet från stora internationella medier som CBC och CNN. Den senare nyhetsstationen beskrev låten och videon som "väldigt annorlunda och komisk". Bland de populära TV-nätverk, radionätverk, magasin och tidningar som har rapporterat om "Gangnam Style" finns The Los Angeles Times, The Huffington Post, The Seattle Times, The Washington Post, The Herald Sun, The Atlantic, The Boston Globe, The Vancouver Observer , The Wall Street Journal, ABC News, USA Today, the Bleacher Report , CNBC, Bloomberg, ESPN , Le Point, Libération Le Nouvel Observateur, BBC , VH1, M6 TV, och Global Times
Den tyska veckotidningen Der Spiegel skrev att den ökade populariteten för "Gangnam Style" beror på dess vågade dansrörelser och beskriver hur PSY hoppar och viftar vilt med armarna medan han svingar en osynlig lasso och rider på en imaginär häst.
Enligt The Washington Post har "Gangnam Style" lyckats få en utomordentligt "fånig" dansrörelse att helt plötsligt se fräck ut och Psy har fått betydelse för popkulturen. Hans dansrörelser är "något bisarra" men musikvideon är full av "färggranna, livliga klädnader". Det är också kommentarer som att Psy med sin "färggranna" stil blivit ryktbar i USA och över hela världen.
Matt Miller, som är en av värdarna hos Bloomberg Television, berättade för publiken "låt mig visa er ett klipp som jag har velat visa er i flera veckor" men eftersom det skulle vara olämpligt att spela "Gangnam Style" under ett nyhetsprogram om finans och ekonomi, så försökte han "komma på en anknytning" mellan "Gangnam Style", Wall Street och ekonomin. Utan att lyckas komma på någonting bestämde han sig för att visa videon i alla fall för att han "inte riktigt bryr sig och det är en superhet video som har blivit astronomiskt känd". Han berättade också för publiken att han dansat mycket till "Gangnam Style" hemma och att Psy faktiskt hade sagt till CNN att han ville få folk att skratta även mitt i de pågående ekonomiska nedgångarna, "så där kom anknytingen till Wall Street!"
Time Magazine noterade att medan "Gangnam Style" samlat miljontals visningar på YouTube och många av dessa visningar är från personer som sett på videon ett flertal gånger, är detta inget konstigt då "det är svårt att inte kolla igen ... och igen ... och igen. Faktiskt, här kommer den en gång till. Vi kan inte hjälpa det!" Shanon Cook, en reporter med CNN, avslöjade att hon hade sett videon "omkring femton gånger".

### Videoprestation på YouTube
Ett ytterligare tecken på låtens stora popularitet var uppmärksamheten på videodelningsplattformen YouTube. Los Angeles Times kallade den "en av de bästa videor som någonsin laddats upp på YouTube".
Videon laddades upp på YouTube den 15 juli 2012 och har i april 2018 setts över 3,1 miljarder gånger och fått mer än 14 miljoner gillatryckningar. Den övertog Carly Rae Jepsens låt "Call Me Maybe" på första platsen ï listan över YouTubes 100 mest sedda musikvideor under veckan den 28 augusti 2012. Den 1 september gick den förbi Girls' Generations låt "Gee" och blev därmed den mest sedda K-pop-videon på YouTube. Ungefär 47 procent av alla visningar kom från USA, 7 procent från Storbritannien, 6,8 procent från Kanada och 4 procent från Sydkorea.

## Påverkan

### Social inverkan
En viktig faktor som har lett till att "Gangnam Style" blivit så välkänd är dess popularitet bland kända personer. Detta har gett uppmärksamhet från mängder av fans runt om i världen. När "Gangnam Style" först släpptes var den endast känd bland K-popfans. K-popfans började dock sprida videon. Snart därefter började kändisar både i och utanför USA nämna "Gangnam Style" vilket ökade låtens redan kraftigt ökande popularitet.
Den 16 augusti 2012 framförde Nelly Furtado låten under en konsert i Smart Araneta Coliseum i Manila i Filippinerna.
Under den sena pratshowen Chelsea Lately berättade den amerikanska ståuppkomikern och skådespelaren Chelsea Handler för publiken att hon höll på att samla ihop en specialstyrka för att utöka sökandet efter den lyckliga man hon ska gifta sig med. Hon uteslöt ryssarna och de infödda på Galápagosöarna från sin jakt och kallade Psy för "en överraskande person som har fångat mitt intresse". Hon kallade honom även för en "omvälvande musiker, dansare och sexsymbol". Hon jämförde dessutom Psy med latinopopsångaren Ricky Martin och avslöjade att hon först upptäckte "Gangnam Style" " efter att ”endast” 43 miljoner personer hade sett videon på YouTube". Kort därefter utbrast hon "Oppan Gangnam Style!" och programmet avslutades med att sex dansare framförde dansen från musikvideon.
Andra välkända artister, som den brittiska sångaren Robbie Williams, skådespelaren Simon Pegg och Josh Groban har också nämnt musikvideon på Twitter. Rapparen T-Pain prisade "Gangnam Style" med "ord kan inte beskriva hur fantastisk den här videon är". Britney Spears tweetade "Jag ÄLSKAR denna video – så rolig! Tänkte att jag möjligen borde lära mig koreografin. Någon som vill lära mig?”
Sedan "Gangnam Style" släppts skrev Scooter Braun, den som upptäckte Justin Bieber på YouTube, på Twitter "jag uppmärksammade den här killen (PSY)". Snart därefter rapporterades det att Psy hade åkt till Los Angeles för att träffa representanter för Justin Bieber för att prata om möjliga samarbeten.
Precis som för andra videor som blivit världskända på kort tid tog det inte lång tid för "Gangnam Style" att bli tillräckligt populär för att göra folk besatta av den. I en artikel med rubriken "PSY:s Gangnam Style: K-Pop stjärnans slående comeback är omöjlig att stå emot", citerar The Huffington Post videobeskrivningen från den officiella musikvideon om att låten kännetecknas genom sin "starkt beroendeframkallande rytm" och säger att det inte är långsökt med tanke på "hur beroende vi har blivit". Under programmet Big Morning Buzz Live på VH1 sa värden Carrie Keagan att "alla på vårt kontor är helt beroende av låten och videon".
Den amerikanska skådespelaren och sångaren Vanessa Hudgens länkade också till "Gangnam Style" på sin officiella hemsida och skrev "Jag är så otroligt beroende. GANGNAM STYLE!". Katy Perry bad till och med om hjälp då hon på Twitter skrev "Hjälp, jag är i ett Gangnam Style K-hål".
Canadian Broadcasting Corporation skrev att miljoner personer runt om i världen blivit "beroende" av Psy och hans dansrörelser och USA Today sa "se till att alla du älskar har sett detta".

### Parodier, reaktionsvideor och andra relaterade videor
Den hastigt ökande populariteten och det internationella erkännandet av den tidigare så internationellt okända sydkoreanska rapparens hitlåt "Gangnam Style" fick också andra att ladda upp videor relaterade till ämnet. Bland dessa finns reaktionsvideor och parodier. De mest populära har själva fått flera miljoner visningar. Bland dessa finns: 
- The Oregon Duck – Gangnam Style Parody[58], presenterad i tidningen USA Today[59]
- Gangnam Style Ultimate Mashup (Parodies, Covers and Remixes)[60], presenterad i The Huffington Post[61]
- Teens react to Gangnam Style[62] av Fine Brothers. Videon visade olika tonåringars reaktioner då de såg på videon för första gången.[62]
- Hongdae Style[63], en parodi av "Gangnam Style" av Trend Factory. Den presenterades i The Wall Street Journal som en av "fem svarsvideor till Gangnam Style som ”måste” ses"[23]
- Pyongyang Style[64], en parodi som "hånar Nordkoreas diktator Kim Jong-il",[65] enligt den amerikanska nyhetsbyrån United Press International
- PSY Gangnam Style MV Reaction[66] av Katie and Mindy Anderson. The Wall Street Journal skriver att "Andersons reaktionsvideo är rolig för dess spontanitet, skratt och smygande insikter av vad som försiggår."[67]
- GANGNAM STYLE [GOLA GOLA][68] presenterades i nyhetstidningen The National i Abu Dhabi. Där spekulerades i om det ska komma "en Mellanöstern Gangnam Style snart?"[69]
- PSY – VH1 Morning Buzz Live with Carrie and Jason[34][53], i denna video besöker Psy den amerikanska TV-kanalen VH1 och lär värdarna Carrie Keagan och Jason Dundas hur man dansar "Gangnam Style" i programmet Big Morning Buzz Live.
- Idol gruppen Shinhwa visade också sitt intresse för "Gangnam Style" (speciellt huvudsångaren Shin Hye-sung) genom att dansa till "hästridningskoreografin" upprepat i avsnitt 24 av deras egen TV-show "SHINHWA Broadcast" som sändes på jTBC.[70]
- Mitt Romney Gangnam Style 강남스타일 on The Tonight Show with Jay Leno[71][72], presenterades i The First Post[73] och visades på NBC.[74] Det visar den amerikanska komikern Jay Leno som använder dansen från musikvideon för att göra en parodi på den amerikanska presidentkandidaten Mitt Romney.
- GANDALF STYLE - Parody of PSY - GANGNAM STYLE (강남스타일) M/V[75] av Screen Team.
- Klingon style som sjungs nästan uteslutande på klingonska (med textremsa på bland annat engelska som tillval) [76]

### Förekomst av Gangnam Style i andra sammanhang
Den 20 augusti 2012 tweetade Psy "Tar med #GANGNAM STYLE till @Dodgers - Giants matchen ikväll". Den kvällen sågs han med sina dansrörelser från "Gangnam Style" på Dodger Stadium framför 43 000 basebollfans under en match mot San Francisco Giants. Den 22 augusti laddade Los Angeles Dodgers upp en video på sin officiella hemsida med titeln "PSY Dance Cam". Under den en och en halv minut långa videon ser man hur flera fans från Los Angeles Dodgers dansar till låten. Ungefär en minut in i videon zoomar kameran in på Psy som står upp och gör sin "hästridningsdans" innan han klappar händerna åt åskådarna i slutet av videon.
Den brittiska nyhetstidningen Daily Mail rapporterade att dansrörelserna hade blivit så populära att till och med "presidentkandidater kopierar dem". The Canberra Times nämnde att Sydkoreas normalt stadgade presidentkandidater "imiterar rörelserna för att locka röstare". En "Gangnam Style" flashmob sponsrad av det sydkoreanska företaget Mnet Media hölls i Pasadena i Kalifornien och Australian Broadcasting Corporation rapporterade om liknande evenemang i Sydney.
Under TV-programmet The Tonight Show with Jay Leno gjorde den amerikanska ståuppkomikern Jay Leno en parodi av den amerikanska presidentkandidaten Mitt Romney genom att göra dansen från "Gangnam Style".
Psy framträdde vid MTV Video Music Awards år 2012 där han gjorde dansen från musikvideon tillsammans med komikern Kevin Hart.

## Listhistorik
Låten debuterade på sjätte plats på Billboard Korea K-Pop Hot 100 i USA den 28 juli 2012. Låten toppade sedan samma lista veckan efter och stannade i topp i fem raka veckor. Låten toppade också listan Billboard YouTube Music Chart. Den 21 augusti 2012 nådde den officiella musikvideon första platsen på Itunes Music Video Chart, där den tog sig förbi Justin Biebers låt "As Long as You Love Me" och Katy Perrys låt "Wide Awake", vilket var första gången en sydkoreansk artist legat etta på listan.. I Sydkorea blev låten en direkt succé och sålde 745 000 nedladdningar under den första veckan. Den låg fem raka veckor som etta på den officiella singellistan Gaon Chart efter debuten. Den 23 augusti hade låten laddats ner 2 545 837 gånger bara i Sydkorea. I Finland nådde låten första plats på den officiella nedladdningslistan.
I USA debuterade låten på plats 74 på Billboard Hot Digital Songs med 23 000 sålda exemplar i veckan som slutade den 1 september 2012. Låten debuterade på plats 23 på Billboard Heatseeker Songs samma vecka. Den 31 augusti hade "Gangnam Style" sålt fler än 57 000 exemplar i USA.

## Oppa Is Just My Style
Den 14 augusti 2012 släpptes låten på nytt som "Oppa Is Just My Style" med ytterligare sång av den sydkoreanska sångaren Kim Hyun-a, nuvarande medlem i idolgruppen 4Minute och tidigare medlem i Wonder Girls. Den nya versionen av låten var en tolkning av "Gangnam Style" från en kvinnas perspektiv. Musikvideon i den nya versionen fick 25 miljoner visningar under de tre första veckorna efter att den laddats upp på YouTube.

## Listplaceringar
| Lista (2012)                              | Topplacering |
| ----------------------------------------- | ------------ |
| Belgien (Ultratop 50 Flanders)            | 1            |
| Danmark (Tracklisten Top 40)              | 1            |
| Finland (Finlands officiella lista)       | 1            |
| Kanada (Canadian Hot 100)                 | 1            |
| Nederländerna (MegaCharts Single Top 100) | 1            |
| Nederländerna (Dutch Top 40)              | 1            |
| Nya Zeeland (RIANZ)                       | 2            |
| Storbritannien (UK Singles Chart)         | 2            |
| Sverige (Digilistan)                      | 2            |
| Sverige (Sverigetopplistan)               | 2            |
| Sydkorea (Gaon Digital Singles)           | 1            |
| USA (US Bubbling Under Hot 100 Singles)   | 1            |
| USA (US Korea K-Pop Hot 100)              | 1            |
| Irland (IRMA)                             | 2            |

## Andra medier
Låten finns med i TV-spelen Just Dance 4, Just Dance 2014 och Just Dance 2015.